# Soignies (huyện)
Huyện Soignies (tiếng Pháp: Arrondissement de Soignies; tiếng Hà Lan: Arrondissement Zinnik) là một trong bảy huyện hành chính ở tỉnh Hainaut, Bỉ.
Huyện hành chính Soignies bao gồm các đô thị sau:
- Braine-le-Comte
- Ecaussinnes
- Enghien
- La Louvière
- Le Roeulx
- Lessines
- Silly
- Soignies